# Пламмер (Міннесота)
Пламмер (англ. Plummer) — місто (англ. city) в США, в окрузі Ред-Лейк штату Міннесота. Населення — 276 осіб (2020).

## Географія
Пламмер розташований за координатами 47°54′55″ пн. ш. 96°2′34″ зх. д. / 47.91528° пн. ш. 96.04278° зх. д. (47.915226, -96.042656).  За даними Бюро перепису населення США в 2010 році місто мало площу 7,25 км², уся площа — суходіл.

## Демографія
Згідно з переписом 2010 року, у місті мешкали 292 особи в 128 домогосподарствах у складі 68 родин. Густота населення становила 40 осіб/км².  Було 141 помешкання (19/км²).
Расовий склад населення:
| - 96,2 % — білих - 1,7 % — корінних американців |

До двох чи більше рас належало 2,1 %. Частка іспаномовних становила 3,1 % від усіх жителів.
За віковим діапазоном населення розподілялося таким чином: 28,4 % — особи молодші 18 років, 60,3 % — особи у віці 18—64 років, 11,3 % — особи у віці 65 років та старші. Медіана віку мешканця становила 35,0 року. На 100 осіб жіночої статі у місті припадало 107,1 чоловіків;  на 100 жінок у віці від 18 років та старших — 104,9 чоловіків також старших 18 років.
Середній дохід на одне домашнє господарство  становив 48 783 долари США (медіана — 41 875), а середній дохід на одну сім'ю — 57 904 долари (медіана — 53 750). Медіана доходів становила 37 500 доларів для чоловіків та 35 417 доларів для жінок. За межею бідності перебувало 12,6 % осіб, у тому числі 13,4 % дітей у віці до 18 років та 13,6 % осіб у віці 65 років та старших.
Цивільне працевлаштоване населення становило 191 осіб. Основні галузі зайнятості: освіта, охорона здоров'я та соціальна допомога — 21,5 %, транспорт — 16,2 %, виробництво — 14,1 %.